# Red Bull RB1
La Red Bull RB1 è la prima monoposto di Formula 1 prodotta dalla Red Bull Racing, realizzata per partecipare al campionato mondiale di Formula 1 2005.

## Livrea
I principali colori utilizzati per la livrea riprendono quelli tipici della lattina della bevanda energetica Red Bull, ossia il blu, utilizzato come base, e il grigio, utilizzato per i profili alari come sui bargeboards, sui deviatori di flusso davanti alle ruote posteriori, sul profilo superiore dell'ala anteriore e su quello inferiore dell'ala posteriore. Sulla punta del muso e nell'area tra l'airscope e il cofano motore è collocato il logo con i due tori rossi che caricano sul disco giallo; essi sono posizionati in modo che uno sia posto sul lato destro e uno sul lato sinistro e che puntino entrambi verso l'anteriore della vettura. Sulle fiancate corrono inoltre tre sottili fasce (dall'alto verso il basso di colore rosso, blu e grigio) che partono dai tori posizionati sul muso, proseguono lungo i lati della cellula di sopravvivenza e sulle pance e terminano nella parte posteriore del cofano motore. Infine sono presenti dei motivi che richiamano la bandiera a scacchi sul muso, sul cofano e sull'esterno delle paratie dell'alettone posteriore.
Per il Gran Premio di Monaco le due RB1 gareggiano con una livrea speciale volta a promuovere la pubblicazione del film Star Wars: Episodio III - La vendetta dei Sith. Essa rispetto a quella originale presenta sulle fiancate delle fiamme decorative e sul muso compare un'immagine del personaggio Dart Fener. Inoltre i loghi della scuderia collocati sull'ala posteriore e sulle pance sono sostituiti da quelli del franchise Star Wars.

## Caratteristiche

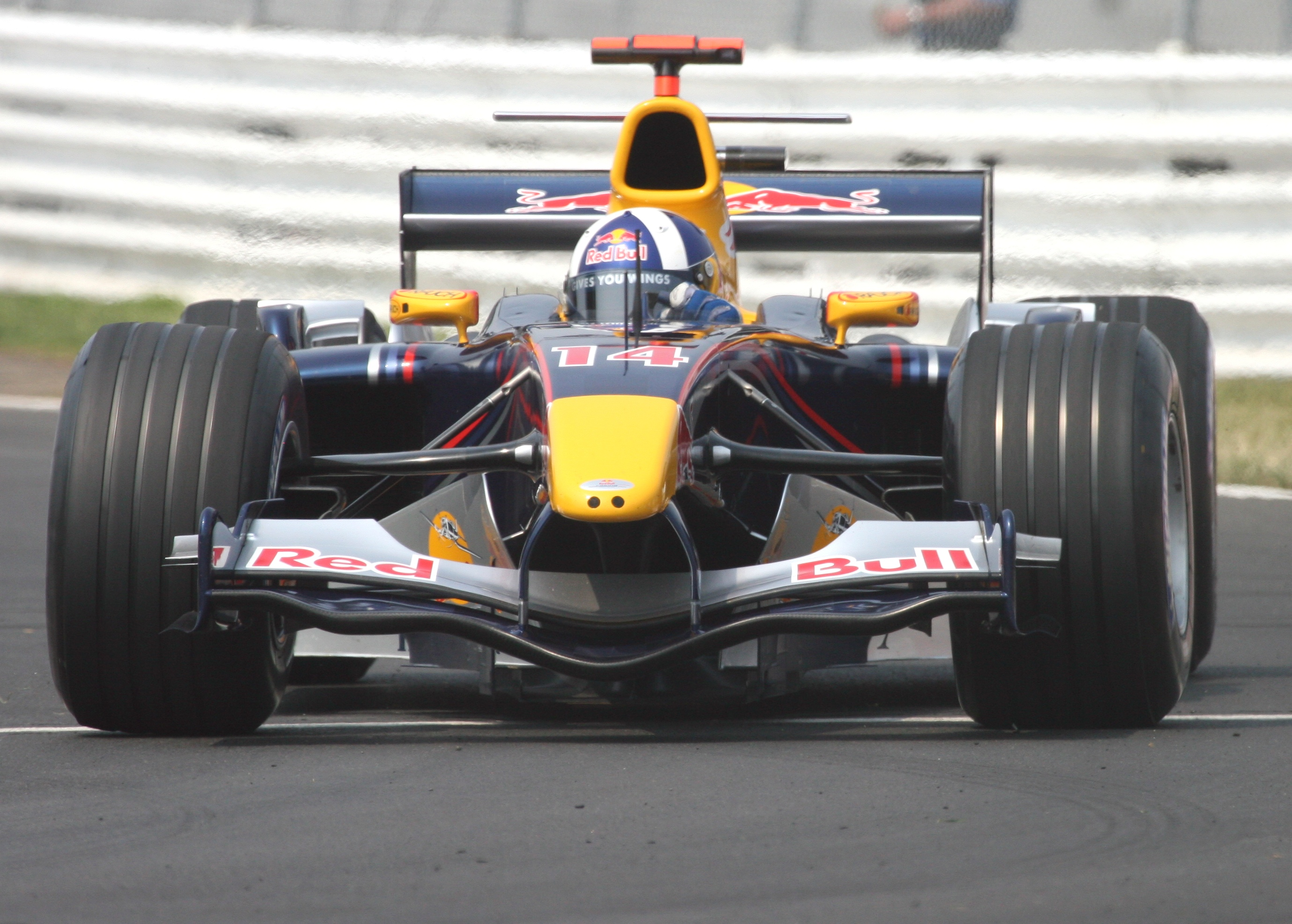
La RB1 guidata da David Coulthard in occasione del Gran Premio del Canada, terminato da entrambe le vetture in zona punti.

### Telaio e aerodinamica
La RB1 risulta piuttosto tradizionale e conservatrice, pertanto pur distaccandosi solo in parte dall'antenata Jaguar presenta alcuni elementi caratterizzanti. Il muso è particolarmente rialzato da terra e l'alettone anteriore presenta una spiccata forma a cucchiaio, dall'andamento sinuoso e molto simile a quello della Renault. Le paratie laterali, analogamente al sistema di deflettori posti dietro le ruote anteriori, ricalcano lo schema della vecchia vettura e si ispirano a quelli della Ferrari, soprattutto nel particolare dei deviatori di flusso, assumendo la caratteristica forma a dente di squalo nella parte inferiore. La bocca delle fiancate è molto simile alla vecchia Jaguar mentre molto diversa appare la parte posteriore, che abbandona il curioso sistema di sfoghi della R5 a favore di un disegno più tradizionale che presenta pinne lunghe, camini e carenature degli scarichi.
Il telaio si segnala per un'accentuata altezza da terra, che presuppone la ricerca del massimo carico aerodinamico: il cofano motore è stato leggermente modificato in quanto, pur essendo mantenuta la presa d'aria squadrata ereditata dalla R5, nella zona del roll-bar è stato inserito un piccolo profilo.

### Motore
La RB1 monta un propulsore della Cosworth, come la Jaguar R5 che l'ha preceduta.

## Carriera agonistica

### Test
Alla guida della monoposto viene confermato Christian Klien, che l'anno precedente aveva corso in Jaguar, antenata della Red Bull, il quale verrà sostituito dal Gran Premio di San Marino a quello d'Europa da Vitantonio Liuzzi, mentre viene ingaggiato dalla McLaren l'esperto David Coulthard.

### Stagione
La vettura non è molto competitiva, anche se fin dall'inizio della stagione dimostra notevoli progressi rispetto alla sua diretta antenata, la Jaguar R5, conquistando punti in ben 7 delle prime 8 gare; nella seconda parte di campionato invece la monoposto accusa un certo calo di rendimento, andando a punti solo altre quattro volte: il miglior risultato è il quarto posto ottenuto in due occasioni da Coulthard, nella prova inaugurale e nel Gran Premio d'Europa. Per Klien il miglior risultato giunge in Cina con un quinto posto; un punto arriva anche per Liuzzi, classificatosi 8º al debutto a Imola.
La scuderia anglo-austriaca conclude la stagione al 7º posto nella classifica costruttori, stessa posizione raggiunta dalla Jaguar nel 2004, ma con un bottino di ben 34 punti contro i 10 della sua antenata.

## Risultati in Formula 1
| Anno | Team            | Motore   | Gomme | Piloti    |    |    |    |    |     |     |    |    |    |     |    |    |     |    |    |     |     |    |    | Punti | Pos. |
| ---- | --------------- | -------- | ----- | --------- | -- | -- | -- | -- | --- | --- | -- | -- | -- | --- | -- | -- | --- | -- | -- | --- | --- | -- | -- | ----- | ---- |
| 2005 | Red Bull Racing | Cosworth | M     | Coulthard | 4  | 6  | 8  | 11 | 8   | Rit | 4  | 7  | NP | 10  | 13 | 7  | Rit | 7  | 15 | Rit | Rit | 6  | 9  | 34    | 7º   |
| 2005 | Red Bull Racing | Cosworth | M     | Klien     | 7  | 8  | NP | TP | TP  | TP  | TP | 8  | NP | Rit | 15 | 9  | Rit | 8  | 13 | 9   | 9   | 9  | 5  | 34    | 7º   |
| 2005 | Red Bull Racing | Cosworth | M     | Liuzzi    | TP | TP | TP | 8  | Rit | Rit | 9  | TP | TP | TP  | TP | TP | TP  | TP | TP | TP  | TP  | TP | TP | 34    | 7º   |

| Legenda | 1º posto     | 2º posto | 3º posto    | A punti         | Senza punti/Non class.  | Grassetto – Pole position Corsivo – Giro più veloce |
| Legenda | Squalificato | Ritirato | Non partito | Non qualificato | Solo prove/Terzo pilota | Grassetto – Pole position Corsivo – Giro più veloce |